# 萧安国
萧安国（？—1924年2月）湖北汉阳人，中华民国军事将领。

## 生平
清末為軍官，辛亥革命後，加入連署《段祺瑞等要求共和電》，逼退清帝。
後任陆军第十一师第二十一旅旅长、赣西镇守使。他是直系蔡成勋的部下。
1922年9月7日，安源路矿当局称安源路矿工人俱乐部乃“乱党机关”，禀请赣西镇守使萧安国“以武力封禁”。由此激起安源路矿工人大罢工。鉴于罢工的声势，江西督军蔡成勋电令萍乡的赣西镇守使萧安国“居中调停，从速解决”，路局急电矿局“力主和平” ，戒严司令李鸿程也向俱乐部表示愿意充当调解人，商请从速解决工潮。安源路矿当局被迫取消了“先开工，后议条件”的原案。经过斗争，安源路矿工人大罢工取得胜利。
1923年11月14日，萧安国获授将军府良威将军。
民国十三年（1924年）2月，赣西镇守使萧安国病逝，以赣东镇守使岳兆麟改任赣西镇守使，以第一师第一旅旅长杨以来取代岳兆麟任赣东镇守使。